# Provinz Formosa
Formosa ist eine Provinz im Nordosten Argentiniens, die geografisch zur Gran-Chaco-Region gehört. Formosa grenzt im Norden und Osten an Paraguay. Die nordöstliche Spitze liegt der paraguayischen Hauptstadt Asunción gegenüber. Im Westen grenzt Formosa an die Provinz Salta und im Süden an die Provinz Chaco. Die Provinzhauptstadt heißt ebenfalls Formosa.

## Geografie und Klima

### Klima
Das Klima ist subtropisch mit heißen, feuchten Sommern und trockenen, warmen Wintern.
Die Provinz liegt in dem Gran Chaco genannten Gebiet, das im Osten aus Savanne besteht. Im Westen der Provinz findet man den Impenetrable, einen undurchdringlichen Dornbuschwald.

### Bevölkerung
Ein Großteil der Bevölkerung lebt im östlichen Drittel der Provinz, das ein feuchteres und weniger raues Klima aufweist als der Westen. Die größten Städte sind die Provinzhauptstadt Formosa mit 210.000 Einwohnern, die Grenzstadt Clorinda mit 50.000 sowie Pirané mit 35.000 Einwohnern.
Ein hoher Anteil (ca. 50 %) der Bevölkerung besteht aus Mestizen. Außerdem gibt es noch zahlreiche traditionell lebende Gruppen indigener Völker, unter denen die Wichi oder Matacos sowie die Toba und die Pilagá die zahlreichsten sind, gefolgt von den Chiriguano und den Chané im Westen.

## Geschichte
Der Name der Stadt (und der Provinz) stammt von dem archaischen spanischen Wort fermosa (heute hermosa) und bedeutet "schön". Der Name Vuelta Fermosa oder Vuelta la Formosa wurde von spanischen Seefahrern im 16. Jahrhundert verwendet, um das Gebiet zu beschreiben, in dem der Fluss Paraguay eine Biegung macht. Diese Seeleute waren auf der Suche nach der legendären Sierra de la Plata.
Formosa war bis zum Tripel-Allianz-Krieg (1865–70) Teil Paraguays, das 1811 von der spanischen Kolonialmacht unabhängig geworden war. Es gab in der zweiten Hälfte des 19. Jahrhunderts immer wieder Streitigkeiten zwischen Argentinien und Paraguay über die Zugehörigkeit Formosas. Der US-Präsident Hayes als Schlichter entschied zwar im Jahr 1878 zugunsten von Paraguay, aber Argentinien weigerte sich das Territorium zurückzugeben. Das heutige Formosa entstand im Jahr 1884 aus der Teilung des Territoriums Chaco in Chaco und Formosa. Erst am 28. Juni 1955 wurde das Territorium dann auch zur Provinz erhoben.

## Politik und Verwaltung

### Politisches System
Die Provinz Formosa ist heute eine der 23 Provinzen des Landes. Argentinien ist ein demokratischer Bundesstaat (föderaler Staat) mit starker Stellung des Staatspräsidenten (präsidentielles Regierungssystem) und weitreichender Autonomie der Provinzen und der autonomen Stadt Buenos Aires. So haben die sich als Gliedstaaten verstehenden Provinzen jeweils eine eigene, der Bundesverfassung untergeordnete Verfassung und besitzen eigene Exekutiven mit einem Gouverneur an der Spitze (Gobernador) sowie eigene Legislativen. Auch die Gerichtsbarkeit wird unterhalb der Bundesebene auch auf Gliedstaatenebene organisiert. Die entsprechende Verfassung Argentiniens stammt aus dem Jahr 1853.
Formosa gehört politisch zu den rückständigsten Provinzen Argentiniens. Die Demokratie ist stark geschwächt und die Provinzregierung muss sich vorwerfen lassen, die vielen Analphabeten zum Wahlbetrug auszunutzen und die Sozialhilfe von der politischen Haltung der Empfänger abhängig zu machen. Regierungschef ist seit 1995 Gildo Insfrán (PJ).

### Verwaltungsgliederung

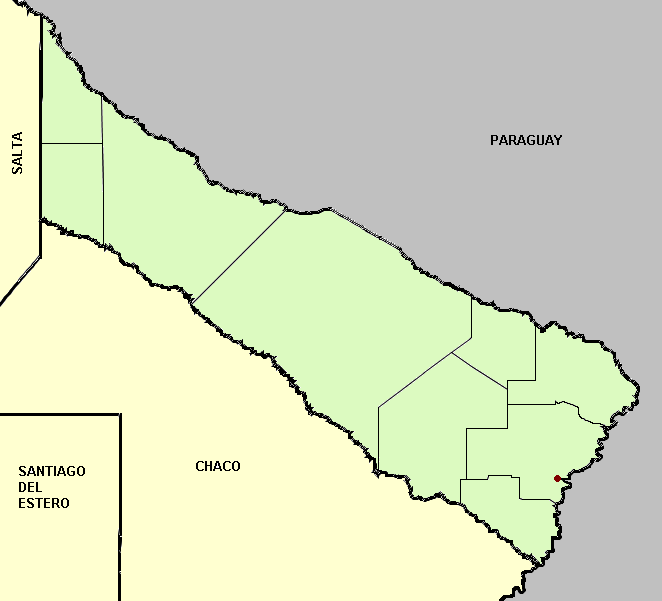
Provinz Formosa – Verwaltungsgliederung

Die Provinzverfassung von 1957 (in den Jahren 1991 und 2003 reformiert) sieht die Aufteilung der Provinz in neun Departamentos (Landkreise) vor. Die Departamentos ihrerseits bestehen aus Gemeinden (Municipios), Comisiones de Fomento und Juntas Vecinales Provinciales. Gemeinde oder Municipio dürfen sich Siedlungen mit mehr als 1.000 Einwohnern nennen. Die Gemeinden der Provinz sind in drei Kategorien unterteilt: Municipios der ersten Kategorie sind die Gemeinden mit 30.000 und mehr Einwohnern, Municipios der zweiten Kategorie sind jene mit einer Einwohnerzahl zwischen 5.000 und 29.999 und Municipios der dritten Kategorie müssen zwischen 1.000 und 4.999 Einwohner vorweisen. Eine Comisión de Fomento benötigt mindestens 500 Einwohner. Eine Junta Vecinal Provincial repräsentiert Siedlungen unter 500 Einwohnern. Sie ist verwaltungstechnisch einer Gemeinde zugeordnet.
| Departamento | Hauptstadt                     | Fläche in km² | Einwohner (2022) |
| Bermejo      | Laguna Yema                    | 12.850        | 015.644          |
| Formosa      | Formosa                        | 06.195        | 269.589          |
| Laishí       | Misión San Francisco de Laishí | 03.480        | 19.303           |
| Matacos      | Ingeniero Juárez               | 04.431        | 17.032           |
| Patiño       | Comandante Fontana             | 24.502        | 81.819           |
| Pilagás      | El Espinillo                   | 03.041        | 19.116           |
| Pilcomayo    | Clorinda                       | 05.342        | 94.383           |
| Pirané       | Pirané                         | 08.425        | 72.804           |
| Ramón Lista  | General Mosconi                | 03.800        | 17.729           |

### Hymne der Provinz
Der Text für die Hymne der Provinz Formosa stammt von Armando de Vita y Lacerra, die Melodie wurde von Víctor Rival geschrieben. Marcha a Formosa wurde am 8. April 1955 zum ersten Mal gesungen, 1964 wurde sie offiziell als Hymne anerkannt. Im Jahr 1988 wurden die Schulen per Dekret dazu verpflichtet, die Hymne und ihre Geschichte den Schülern jeglicher Altersstufen zu lehren. Abgesehen davon muss nach Dekret 1467 die Hymne bei allen offiziellen Anlässen in der Provinz gespielt werden.

## Wirtschaft
Die Holzwirtschaft sowie in geringerem Maße die Land- und Viehwirtschaft ist der Hauptträger der Wirtschaftskraft der Provinz, die weit unter Durchschnitt liegt. Etwa 60 % der Bevölkerung lebt von der staatlichen Sozialhilfe, es gibt eine hohe Armutsquote (65 %, Durchschnitt: 45 %). Eine große Rolle im Nordosten der Provinz und vor allem der Grenzstadt Clorinda spielt auch der Schmuggel.

## Tourismus
Die größte touristische Attraktion ist der Nationalpark Río Pilcomayo im Norden der Provinz, der einen Teil der Chaco-Ebene schützt und eine reichhaltige Fauna aufweist (u. a. Jaguare, Pumas, Schildkröten und Schlangen).